# Hell Is Other Robots
"Hell Is Other Robots" é o nono episódio da primeira temporada da série animada americana Futurama. Foi originalmente exibido na rede Fox nos Estados Unidos em 18 de maio de 1999. O episódio foi escrito por Eric Kaplan e dirigido por Rich Moore. Estrelas convidadas neste episódio incluem os Beastie Boys como eles e Dan Castellaneta expressando o Robot Devil.
O episódio é um dos primeiros a se concentrar fortemente em Bender. No episódio, ele desenvolve um vício em eletricidade. Quando esse vício se torna problemático, Bender se junta ao Templo da Robotologia, mas depois que Fry e Leela tentam Bender com álcool e prostitutas, ele sai do Templo da Robotologia e é visitado pelo Diabo Robô por pecar, e Bender é enviado para o Robô do Inferno. Finalmente Fry e Leela vêm para resgatá-lo, e os três escapam.
O episódio apresenta o Robot Devil, Reverendo Lionel Preacherbot e a religião do Templo da Robotologia, uma paródia da Igreja de Scientology. O episódio recebeu críticas positivas, e foi um dos quatro apresentados na caixa de DVD dos episódios favoritos de Matt Groening : "Monster Robot Maniac Fun Collection".

## Enredo
Depois de um show dos Beastie Boys, Bender participa de uma festa com seu velho amigo, Fender, um amplificador de guitarra gigante. Na festa, Bender e os outros robôs abusam da eletricidade "batendo", e Bender desenvolve um vício. Depois de receber uma dose quase letal de uma tempestade elétrica, Bender percebe que ele tem um problema e procura ajuda. Ele se junta ao Templo da Robotologia, aceitando a doutrina da condenação eterna em Robot Hell, se ele pecar. Depois de batizá- lo em óleo, o reverendo Lionel Preacherbot solda o símbolo da robótica ao caso de Bender. Quando Bender começa a irritar seus colegas de trabalho com sua nova religião, Fry e Leela decidem que querem o "velho Bender" de volta. Eles falsificam uma entrega para Atlantic City, New Jersey e tentam Bender com álcool, prostitutas e alvos fáceis para roubo. Ele eventualmente sucumbe, arranca o símbolo da Robótica e joga fora, fazendo-o bipar ameaçadoramente.
Enquanto seduz três robôs femininos, Bender é interrompido por uma batida na porta do seu quarto de hotel. Ele abre a porta e fica inconsciente. Ele acorda para ver o Diabo do Robô e se encontra no Inferno dos Robôs. The Robot Devil lembra Bender que ele concordou em ser punido por pecar quando ingressou na Robotologia. Depois de descobrir que Bender está faltando, Fry e Leela o localizam usando o olfato de Nibbler. Eles acabam encontrando a entrada para o Robot Hell em um parque de diversões abandonado. Um número musical começa quando o Diabo do Robô começa a detalhar a punição de Bender. Quando a música termina, Fry e Leela chegam e tentam argumentar com o Robot Devil em nome de Bender.
O Robot Devil diz a eles que a única maneira de reconquistar a alma de Bender é vencê-lo em um concurso de violino, conforme exigido pelo "Fairness in Hell Act of 2275". O Robot Devil vai primeiro, interpretando "La Ronde des Lutins", de Antonio Bazzini. Leela responde, tendo experiência em tocar bateria, mas depois de algumas notas é claro que o jogo de violino de Leela é patético, então ela ataca o Robot Devil com o violino. Enquanto Fry, Leela e Bender fogem das garras do Robô do Diabo, Bender rouba as asas de um robô de tortura voadora, prende-as às costas e transporta Fry e Leela para a segurança. Leela joga o pesado violino dourado na cabeça do Robot Devil, deixando-o leve o suficiente para escapar. Bender promete nunca ser bom ou mau demais, mas permanecer como era antes de se juntar ao Templo da Robotologia. Nos créditos finais, um remix da música-tema do programa é reproduzido em vez da versão original.

## Produção

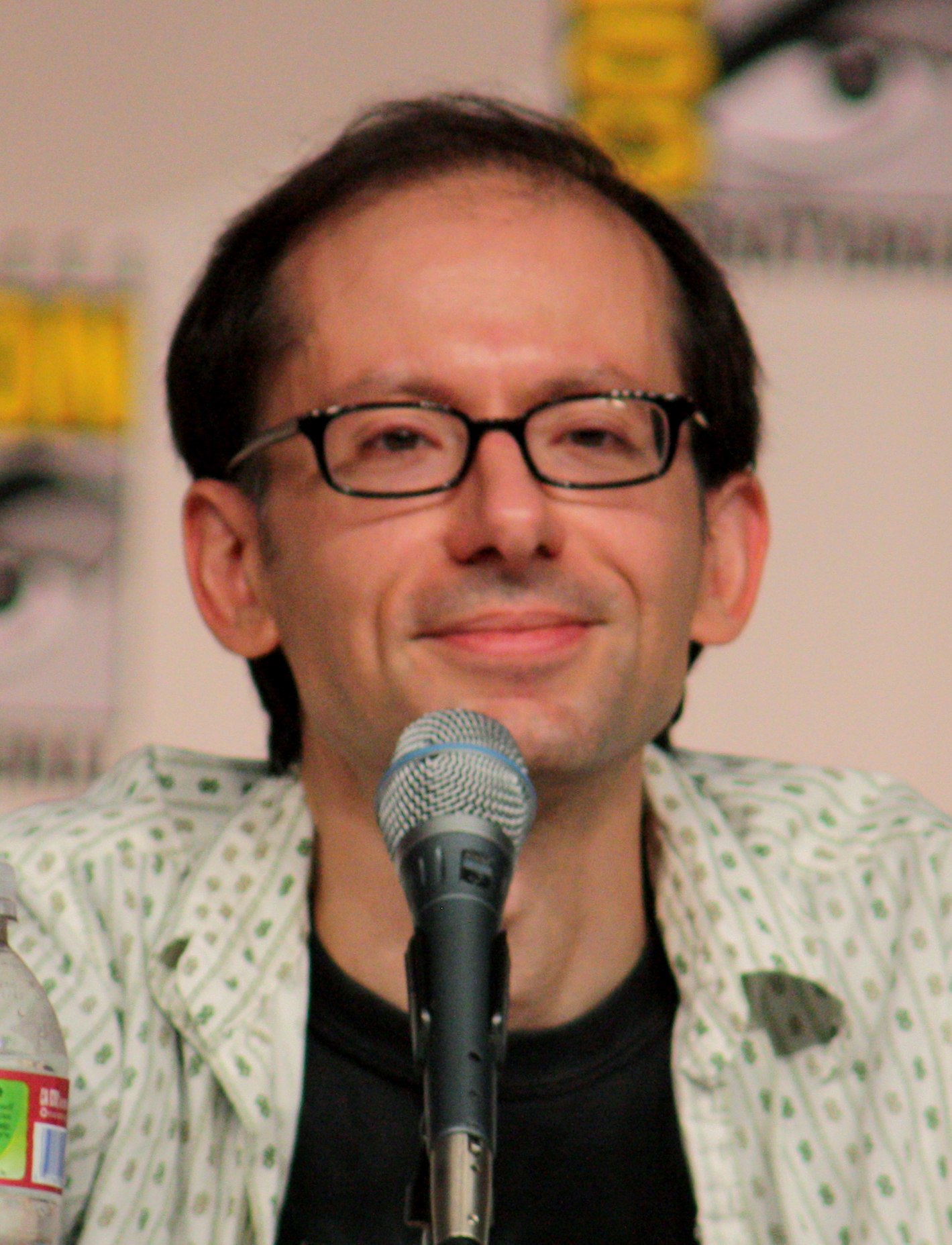
David X. Cohen

"O inferno é outros robôs" satiriza dependência de drogas e conversão religiosa. No comentário em DVD do episódio, David X. Cohen, Matt Groening e Eric Kaplan concordaram que se sentiam confortáveis o suficiente com cada um dos personagens de Futurama para começar a levá-los em direções novas e estranhas.
 Cohen observou que o vício de Bender é um exemplo perfeito de algo que eles poderiam fazer com um personagem robótico que eles não poderiam se dar bem se fosse um personagem humano. Uma pessoa no estúdio se recusou a trabalhar neste episódio porque eles não concordavam com a interpretação de alguns dos conteúdos religiosos. Cohen também notou que a equipe de escritores havia começado a relaxar durante esse episódio, o que lhe deu uma sensação similar aos episódios posteriores da série. Kaplan afirmou que antes de editar, havia material suficiente para fazer um episódio de três partes.
Cohen e Ken Keeler viajaram para Nova York para trabalhar com os Beastie Boys por seu papel. Eles esperaram três dias para os Beastie Boys ligarem e dizerem que estavam dispostos a gravar, mas eventualmente desistiram e voltaram para os estúdios em Los Angeles. As faixas de áudio foram gravadas posteriormente. Adam "MCA" Yauch não estava disponível no momento da gravação, então apenas Adam "King Adrock" Horovitz e Michael "Mike D" Diamond se apresentaram no episódio, com Horovitz também dando voz a Yauch. Os Beastie Boys realizar três canções no episódio: o seu 1998 hit single " Intergalactic ", "Super Disco Breakin", e um breve a capella versão de " Sabotage ". Inicialmente foi solicitado que eles realizassem " Fight for Your Right ", mas eles recusaram. O episódio também contém o primeiro número musical original de Futurama. As letras de "Welcome to Robot Hell" foram escritas por Kaplan e Keeler e a música foi escrita por Keeler e Christopher Tyng. Quando elogiado por sua performance no comentário de áudio, John DiMaggio, a voz de Bender, notou que a parte mais difícil da performance era cantar em uma oitava mais baixa do que acompanhar o ritmo acelerado da música.

## Temas
Este episódio é um dos poucos que se concentra nos aspectos religiosos do universo de Futurama. Na maioria dos episódios, é indicado que a tripulação da Planet Express, junto com a maioria dos seres no ano 3000, é "notavelmente não religiosa".
 Ele apresenta duas das figuras religiosas de Futurama, The Robot Devil e Reverend Lionel Preacherbot, ambos fazendo aparições em episódios posteriores. Preacherbot, que fala de maneira típica dos estereótipos pastorais afro-americanos do centro da cidade, converte Bender para a religião Robotologia. Isso leva a uma série de eventos que são semelhantes em muitos aspectos às experiências de conversos religiosos do mundo real. Mark Pinsky afirma que o episódio tem um "retrato de dois gumes da religião", uma vez que retrata tanto uma melhoria no caráter de Bender, mas também algumas das "características menos agradáveis do recém-piedoso". O Diabo do Robô é introduzido após a queda de Bender de volta ao pecado. Pinsky escreve em O Evangelho Segundo Os Simpsons, que enquanto explica a Bender sua afirmação sobre sua alma, o Robô Diabo usa uma lógica semelhante à usada por muitos Batistas do Sul: "Bender tentou defender seu caso, sem sucesso. "Você concordou com isso quando se juntou à nossa religião", responde o diabo, em lógica qualquer Batista do Sul reconheceria. 'Você peca, você vai para o inferno dos robôs   Por toda a eternidade." No final do episódio, Bender retornou aos seus velhos hábitos e declara que não tentará mais ser bom ou mau demais, uma paródia e contradição da declaração do Livro do Apocalipse de que não se deve ser morno em sua fé..